# Двострука игра (ТВ серија)
Двострука игра (шп. Doble vida) аргентинска је теленовела, продукцијске куће Endemol Argentina, снимана 2005.
У Србији је приказивана 2007. на ТВ Авала.

## Синопсис
Пастор и Мауро, рођаци и пријатељи, упознају у Рио де Жанеиру Алекса. После бурне ноћи свој тројици промениће се живот.
Пастор мора да се врати у Буенос Ајрес због смрти мајке Силвије. Мало касније сазнаје да је убијена у једној мрачној мафијашкој игри, због које сви чланови породице постају осумњичени.
Алекс и Марио ће гледати на живот кроз догађаје од те ноћи и на своје љубавне приче.
Женски део у овој причи чиниће: Виолета, Лурдес и Сабрина.
Виолета пролази лоше. Муж јој је у последњим данима живота и живи опрезно са свекрвом. Због неспоразума на послу има проблем са надређенима и на крају завршава на улици. Уз помоћ једног контакта долази до Сабрине, фотографкиње уметничког студија и престижне „модерне даме“ која управља важном књижицом са професионалцима из високе проституције. Виолета је збуњена, али нема друге него да прихвати понуду: одлучна је да не остане гладна и да може да плати добру терапију свом болесном мужу. Неочекивано, враћа јој се сестра са пута из Европе на којем је тражила срећу, а вратила се повређена и трудна.
Са друге стране, откривају се тајне клинике за пластичну хирургију коју води Леонардо, један од најцењенијих пластичних хирурга у земљи.
Љубав, мистерија, суспенс, хумор, породичне ситуације и секс су теме које чине ову причу.

## Улоге
| Глумац:                 | Улога:        |
| ----------------------- | ------------- |
| Хорхе Марале            | Леонардо      |
| Морија Касан            | Сабрина       |
| Фелипе Коломбо          | Пастор        |
| Естебан Перез           | Мауро         |
| Гонсало Валензуела      | Алекс         |
| Ромина Ричи             | Виолета       |
| Барбара Ломбардо        | Лурдес        |
| Пампита                 | Ема           |
| Валентина Баси          | Сораја        |
| Памела Давид            | Росарио       |
| Иван Гонзалес           | Федерико      |
| Агустина Лекоуна        | Малена        |
| Адријан Наваро          | Рафа          |
| Гиљермо Фенинг          | Дарио         |
| Хуана Вјале             | Паула         |
| Макс Берлиндер          | Еваристо      |
| Норберто Дијаз          | Бареиро       |
| Клаудија Лапако         | Анхела        |
| Патрисија Вигијано      | Силвија Клара |
| Данијел Кузнијека       | Мајкл         |
| Роберто Карнаги         | Маркос        |
| Хавијер Ломбардо        | Оскар         |
| Марија Фернанда Каљехон | Ивана         |
| Фернанда Неил           | Саграрио      |
| Патрисија Етсегојен     | Нора          |